# Cleaning Windows
«Cleaning Windows» es una canción del músico norirlandés Van Morrison publicada en el álbum de 1982 Beautiful Vision y como sencillo el mismo año.
La canción está basada en una experiencia real que el propio músico tuvo durante su adolescencia en su primer trabajo como limpiador de cristales tras abandonar la Orangefield High School. El propio Morrison citó como sus músicos favoritos de la época a Muddy Waters, Jimmie Rodgers, Lead Belly y el escritor Jack Kerouac con sus libros The Dharma Bums y En el camino.
La canción realiza una crónica de un alegre y nostálgico pasado en el que la vida de Morrison carecía de preocupaciones y era un músico a tiempo parcial, tocando el saxofón los fines de semana. Poco tiempo después, Morrison abandonaría su infancia para unirse al grupo The Monarchs, pasando varios meses entre Escocia, Alemania e Inglaterra de gira.
Scott Thomas señaló que "el ritmo, impulsado por el guitarrista Mark Knopfler, es poderoso, mientras que la sección de viento resalta un pose convencional entre el soul y el R&B".
"Cleaning Windows" quedó clasificada en el puesto 616 del libro de Dave Marsh The Heart of Rock and Soul, The 1001 Greatest Singles Ever.
"Cleaning Windows" fue incluida en los álbumes recopilatorios de 1990 The Best of Van Morrison y de 2007 Still on Top - The Greatest Hits, además de en los álbumes en directo Live at the Grand Opera House Belfast, Live at Austin City Limits Festival y A Night in San Francisco.

## Personal
- Van Morrison: voz
- John Allair: órgano
- Pee Wee Ellis: saxofón tenor y barítono
- Mark Isham: trompeta
- Mark Knopfler: guitarra
- Gary Mallaber: batería
- Chris Michie: guitarra
- Michele Segan: percusión
- Rob Wasserman: bajo

## Versiones
«Cleaning Windows» fue versionado, entre otros, por Pee Wee Ellis y por Barrence Whitfield and Tom Russell.